# Dętka

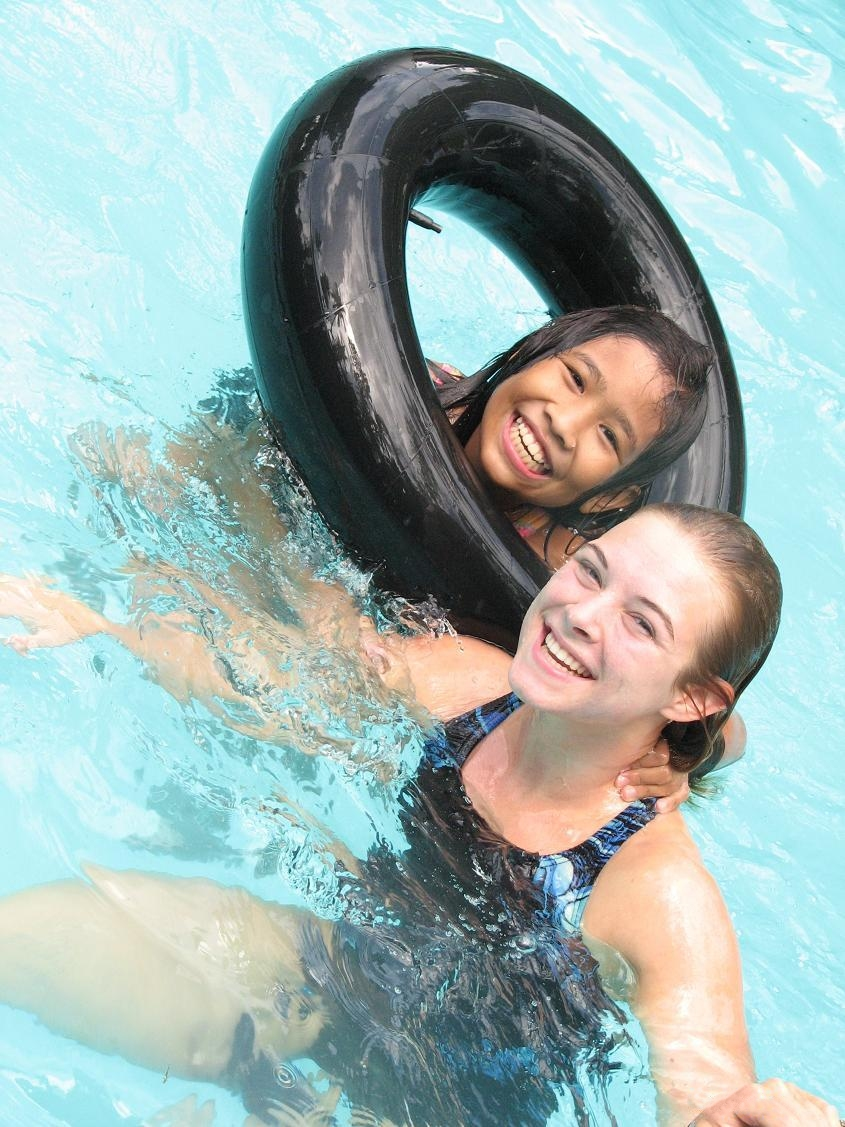
Inne zastosowanie dętki samochodowej

Dętka – komora z elastycznego materiału (najczęściej z gumy), wypełniona gazem (najczęściej powietrzem) tłoczonym poprzez wentyl. Jej zadaniem jest utrzymywanie ciśnienia gazu wypełniającego przedmiot ją zawierający, a przez to zapewnienie mu pożądanych właściwości użytkowych – przede wszystkim sprężystości.

## Koła
Dętki kół znajdujące się wewnątrz opon mają kształt zbliżony do torusa. Obecnie w samochodach stosowane coraz rzadziej, ze względu na powszechne stosowanie opon bezdętkowych, natomiast w kołach do innych celów   (rowery, maszyny rolnicze, taczki, wózki inwalidzkie itp.) są stosowane powszechnie.

## Piłki
Dętka zapewniająca elastyczność piłce ma kształt kuli.